# Гарбзен
Гарбзен (нім. Garbsen) — місто в Німеччині, розташоване в землі Нижня Саксонія. Входить до складу району Ганновер.
Площа — 79,31 км2. Населення становить 60 711 ос. (станом на 31 грудня 2021).

## Географії

### Адміністративний поділ
Місто  складається з 13 районів:
- Альтгарбзен
- Ауф-дер-Горст
- Беренбостель
- Гайтлінген
- Гарбзен-Мітте
- Гафельзе
- Горст
- Маєнфельд
- Остервальд-Оберенде
- Остервальд-Унтеренде
- Фрілінген
- Шлосс-Ріклінген
- Штелінген